# Філина (Ірбітський міський округ)
Фі́лина (рос. Филина) — присілок у складі Ірбітського міського округу Свердловської області.
Населення — 2 особи (2010, 10 у 2002).
Національний склад населення станом на 2002 рік: росіяни — 100 %.